# Aeroporto di Groninga-Eelde
L'Aeroporto di Groninga-Eelde (IATA: GRQ, ICAO: EHGG), è un aeroporto olandese situato nella cittadina di Eelde (comune di Tynaarlo), nella provincia di Drenthe, 9 km a Sud della città di Groninga capoluogo della omonima provincia, e raggiungibile da quest'ultima tramite l'Autostrada A28, parte della Strada europea E232.

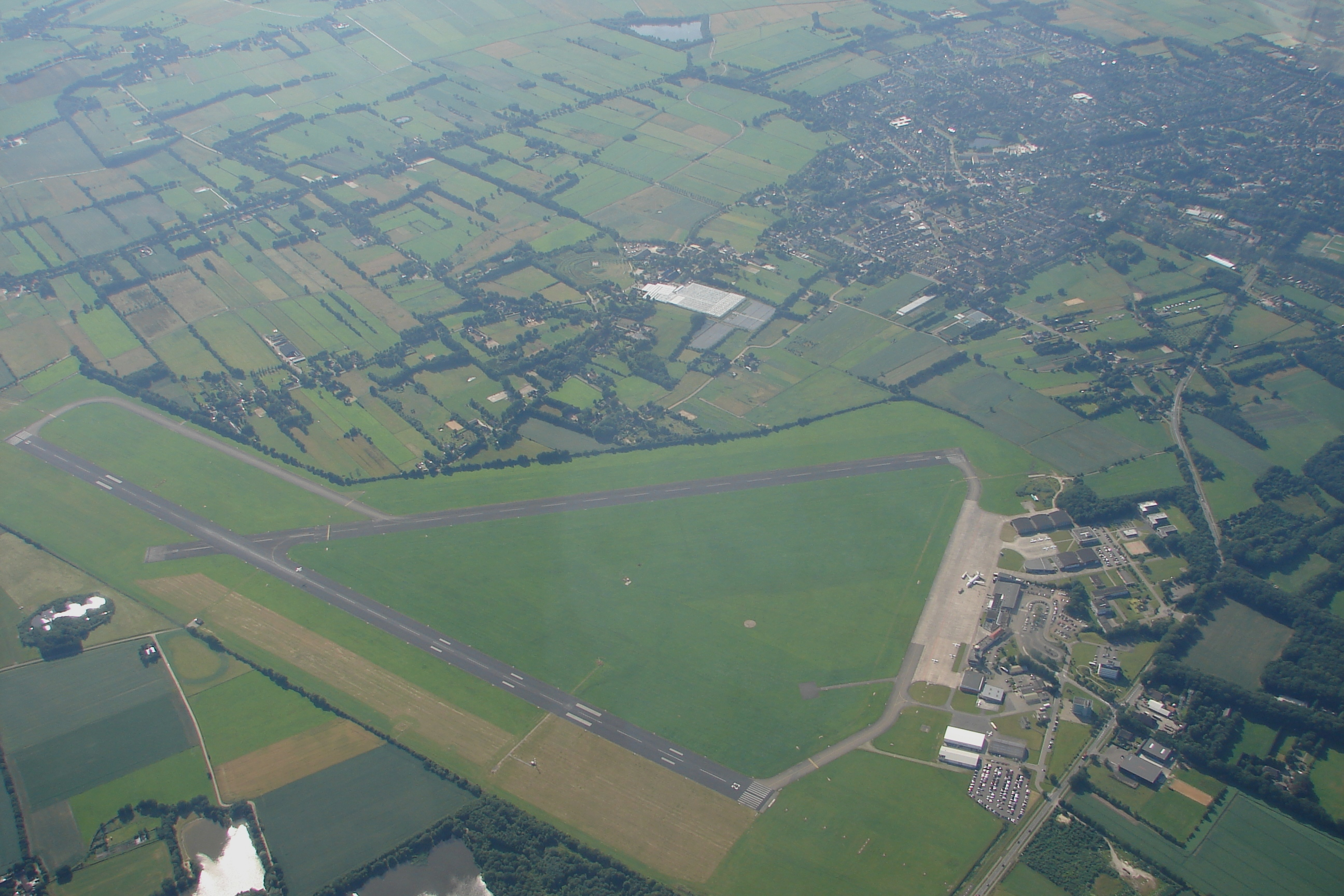
Vista aerea dell'aeroporto.

La struttura, posta all'altitudine di 5 m / 17 ft sul livello del mare, è dotata di un terminal, una torre di controllo e di due piste entrambe con fondo in asfalto, la principale lunga 1 800 m e larga 45 m (5 906 × 148 ft) e con orientamento 05/23, dotata di sistemi di assistenza all'atterraggio, tra cui un impianto di illuminazione ad alta intensità (HIRL), l'indicatore di fine pista REIL e l'indicatore visivo di angolo d'approccio PAPI, ed una secondaria di 1 500 m x 45 m (4 922 x 148 ft) dotata solamente di impianto di illuminazione a bassa intensità (LIRL).
L'aeroporto, gestito dalla società Groningen Airport Eelde NV, effettua attività sia secondo le regole del volo a vista (VFR) che del volo strumentale (IFR) ed è aperto al traffico commerciale.

## Storia

### I primi anni
La storia dell'aeroporto può essere fatta risalire al 1927, quando Hayo Hindriks, un ex-consigliere della municipalità di Eelde, si mise in contatto con la compagnia KLM (senza informarne il consiglio), che riteneva interessata a stabilire un contatto aereo fra Rotterdam, Amsterdam e Groninga.
Il 13 luglio 1928 il consiglio comunale approvò la richiesta di riconvertire Hakenkampsveld, un terreno di 12 ettari all'interno dei confini comunali, in un aeroporto. L'apertura ufficiale avvenne il 23 maggio 1931 e 40.000 spettatori assistettero allo show aereo di apertura.
Il 15 agosto dello stesso anno avvenne il primo volo di linea fra GAE e Amsterdam/Schiphol. L'anno successivo, il 11 agosto 1932, fu istituito il primo volo internazionale verso Borkum, in Germania.
Il 20 luglio 1933 nacque il Luchtvaartterrein voor Noord-Nederland NV (Aerodromo per i Paesi Bassi settentrionali), di cui azionisti erano le province di Groninga e Drenthe, le municipalità di Groninga, Eelde e Assen e le Kamers van Koophandel (l'analogo delle Camere di commercio italiane) di Groningen e Drenthe. Fu istituito un servizio fra Eelde e Amsterdam/Schiphol, sospeso sei anni dopo con l'inizio della guerra.

### Seconda guerra mondiale
Durante l'occupazione tedesca, all'inizio della seconda guerra mondiale, l'aeroporto fu occupato dalle forze armate naziste ed ebbe un ruolo militare rilevante.
Nel 1945, l'esercito tedesco abbandonò la postazione e le truppe canadesi presero possesso dell'aeroporto.

### Secondo dopoguerra
Nal 1946, la Luchtvaartterein Noord-Nederland NV riottenne la proprietà dell'aeroporto, i cui lavori di ristrutturazione vennero pagati dal governo. L'aerodromo fu destinato come aeroporto di supporto verso cui deviare il traffico di Amsterdam/Schiphol e fu adattato ai moderni standard internazionali.
Nel 1956, l'aeroporto fu rinominato "Luchthaven Eelde NV" e la sua apertura ufficiale avvenne l'anno successivo il 15 maggio alla presenza del principe consorte.
Il primo atterraggio di un aereo europeo avvenne il 13 luglio 1958, dodici passeggeri in viaggio verso Maiorca. Lo stesso anno, per ottemperare alla nuova legislazione nazionale e internazionale, fu edificata la nuova torre di controllo.

### Anni recenti
Ryanair inizia un regolare servizio verso Londra Stansed nel 2003, aumentando il flusso passeggeri.

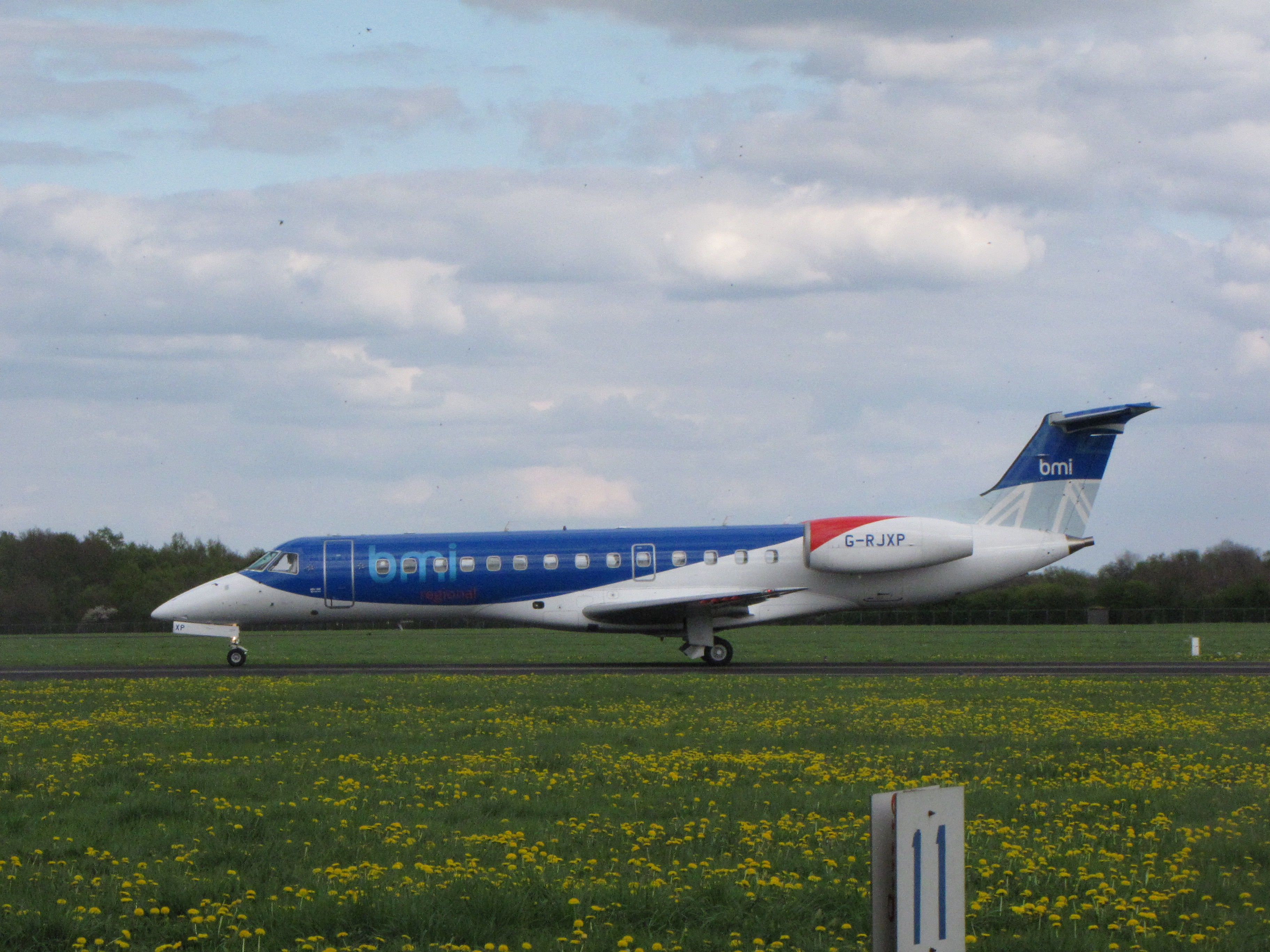
L'Embraer ERJ 135ER marche G-RJXP della compagnia aerea scozzese BMI Regional ripreso all'aeroporto.

## Statistiche
Movimenti annuali per passeggeri e velivoli
| Anno | Movimenti aeromobili (differenza) | Passeggeri (differenza) |
| ---- | --------------------------------- | ----------------------- |
| 2000 | 69 052                            | 112 367                 |
| 2001 | 59 501 (-13.8%)                   | 132 155 (+17.6%)        |
| 2002 | 67 771 (+13.9%)                   | 148 291 (+12.2%)        |
| 2003 | 54 942 (-18.9%)                   | 177 851 (+19.9%)        |
| 2004 | 45 205 (-17.7%)                   | 155 534 (-12.5%)        |
| 2005 | 47 265 (+4.6%)                    | 162 875 (+4.7%)         |
| 2006 | 54 844 (+16.0%)                   | 166 240 (+2.1%)         |
| 2007 | 59 406 (+8.3%)                    | 172 458 (+3.7%)         |
| 2008 | 61 338 (+3.3%)                    | 190 034 (+10.2%)        |
| 2009 | 65 545 (+6.9%)                    | 167 107 (-12.1%)        |
| 2010 | 64 066 (-2.3%)                    | 153 637 (-8.1%)         |
| 2011 | 52 774 (-17.6%)                   | 148 500 (-3.3%).        |